# 鷺紅
鷺紅 (Lu Hong，1928年—2015年)，籍貫：福建省廈門，原名：曾谷蘭，與其胞姊鷺芬皆為香港及臺灣廈語及國語電影演員。為了拍攝廈語電影《相逢恨晚》(1947年)，菲律賓商人伍鴻卜、戴佑敏在香港組成「新光電影公司」，公開招聘懂廈語的女演員，結果廈門女子鷺紅(曾谷蘭)脫穎而出，該齣片在臺灣首映，備受觀眾歡迎，在南洋亦旺場，此後鷺紅(曾谷蘭)在1948年移居香港，拍攝她的第一齣國語電影《一代梟雄》(1948年，擔任女配角飾演董麗珠)，被「永華影片公司」賞識，羅致成為基本演員，演出《愛的俘虜》、《一刻春宵》、《狗兇手》(1952年)等國語電影，此外亦相繼主演了《破鏡重圓》、《兒女情深》(1955年)等20多齣廈語電影 。　

## 外部連結
- 香港電影資料館有關鷺紅(曾谷蘭)參演電影的記錄[永久]
- 香港影庫：鷺紅(曾谷蘭)（页面存档备份，存于）